# Burg Pfahlheim
Die Burg Pfahlheim ist eine abgegangene Burg im Ortsteil Pfahlheim der Stadt Ellwangen im Ostalbkreis in Baden-Württemberg.

## Geschichte
Die Burg, vermutlich auf den Resten eines römischen Bauwerks errichtet, war der Stammsitz des von 1218 bis 1504 belegbaren Ortsadels, der Herren von Pfahlheim. Diese waren ritterliche Ministeriale des Klosters Ellwangen, Rudolf von Pfahlheim war in den Jahren 1311 bis 1332 Abt von Ellwangen.
Besitztümer hatten die Pfahlheimer außer in Pfahlheim in Beerhalden, Beersbach, Buch, Dettenroden, Elberschwenden, Erpfental, Georgenstadt, Gromberg, Haselbach, Hirlbach, Lauchheim, Lippach, Neunstadt, Röhlingen, Rötlen, Steigberg, Unterschneidheim, Dambach, Hardt, Kraßbronn, Nordhausen, Sechtenhausen und Walxheim. Die Vogtei zu Ellwangen war im 14. Jahrhundert an Glieder der Familie verpfändet.
Die Burg Roden war im Jahre 1354 im Besitz des Ritters Rudolf von Pfahlheim, diese verkaufte er jedoch 1369 an die Füchse von Zipplingen. Konrad von Pfahlheim war im 15. Jahrhundert einige Jahre im Besitz der vorderen Hälfte der Burg Wasseralfingen. Zu Hirschberg saß im Jahre 1380 ein Albrecht von Pfahlheim.

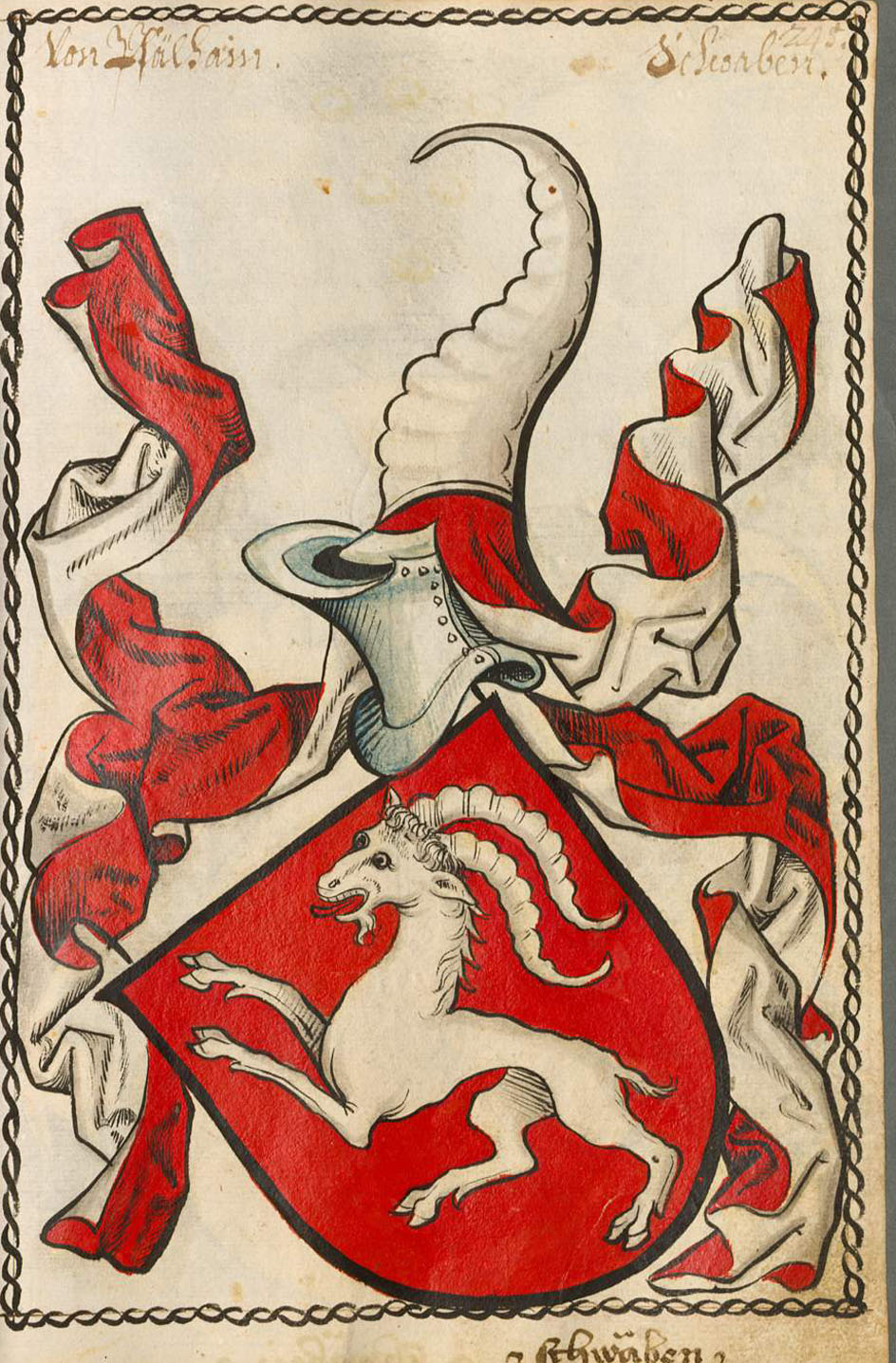
Familienwappen der von Pfahlheim nach dem Scheiblerschen Wappenbuch
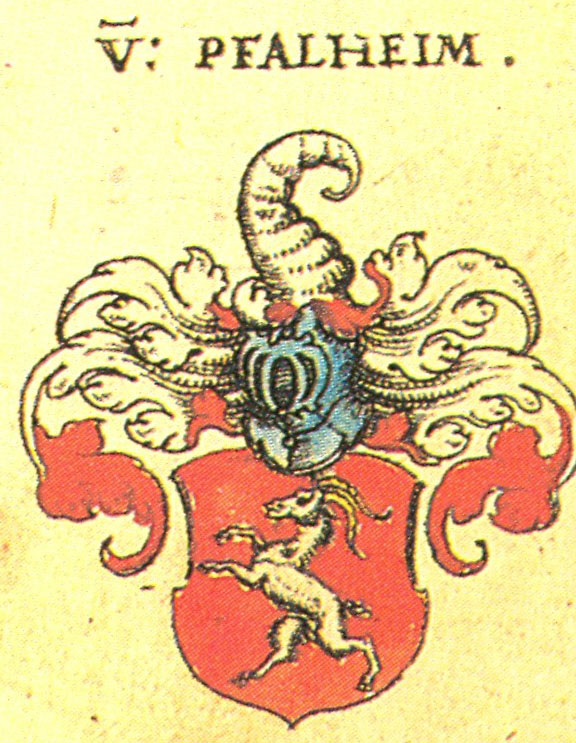
Familienwappen der von Pfahlheim nach Siebmachers Wappenbuch